# Planchonia careya

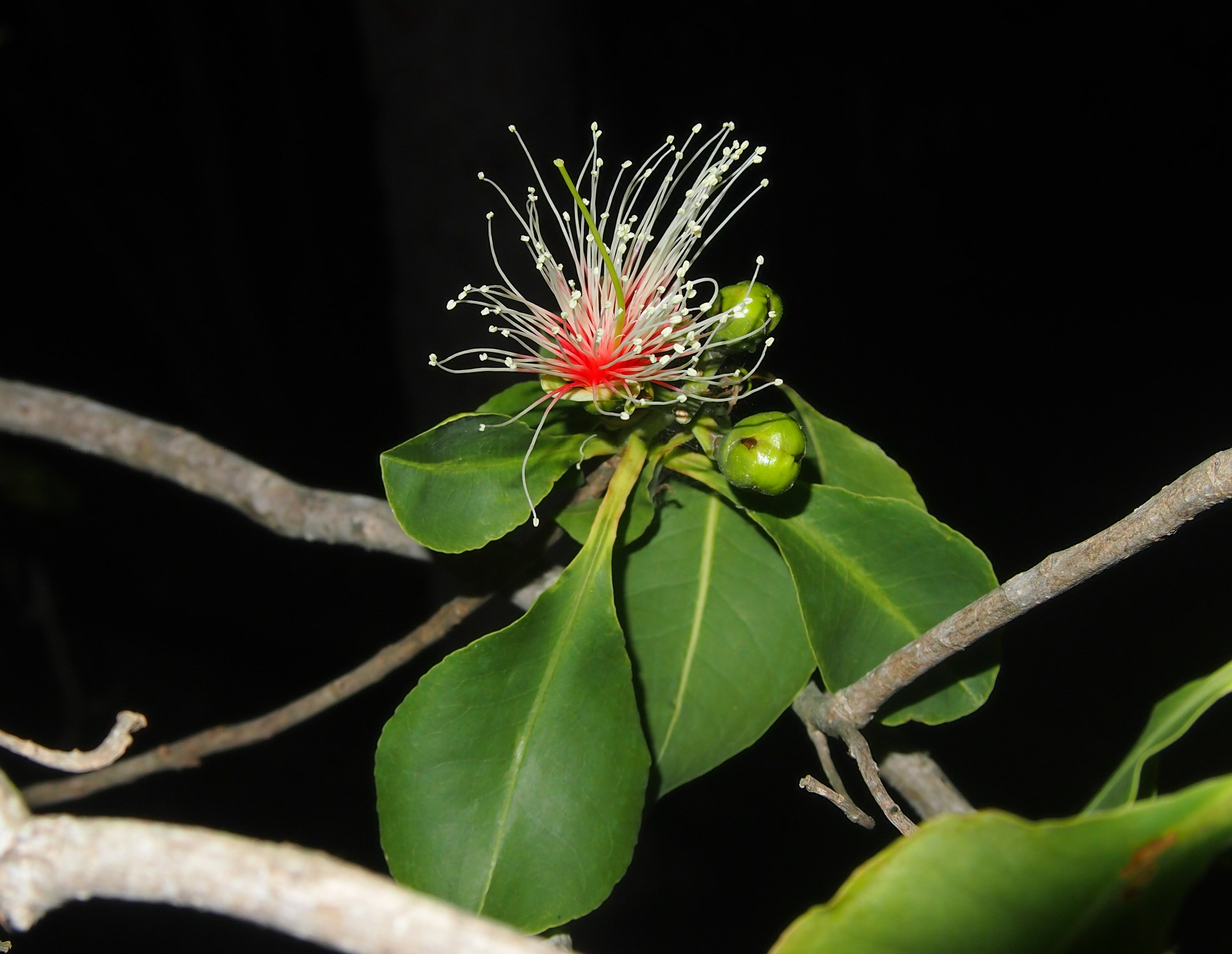
Blüten

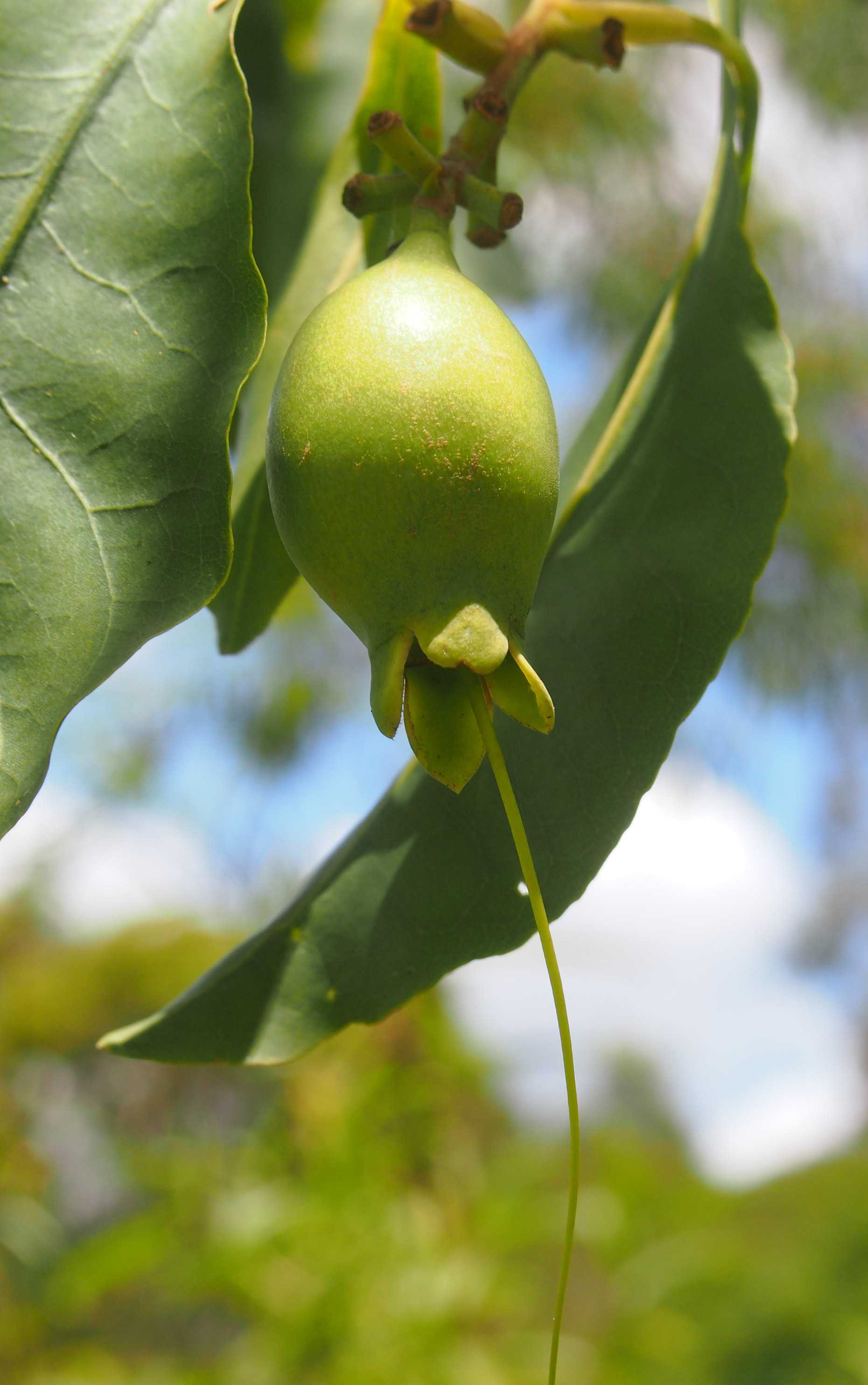
Frucht

Planchonia careya ist eine Pflanzenart in der Familie der Topffruchtbaumgewächse aus Nordwest- bis Nordost-Australien und Neuguinea. Sie ist auch bekannt als Kakadu- oder Cockeyapfel, in Australien auch als Wild Quince, Cockatoo Apple oder Bush Mango sowie Billygoat plum.

## Beschreibung
Planchonia careya wächst als kleiner, halbimmergrüner Baum etwa 4,5–10 Meter oder selten etwas mehr hoch. Die dicke, etwas korkige Borke ist gräulich und rissig bis furchig.
Die einfachen, kurz gestielten und weichledrigen, kahlen sowie wechselständigen Laubblätter sind eiförmig bis rundlich oder verkehrt-eiförmig bis spatelförmig. Sie sind am Rand mehr oder weniger gekerbt bis fast ganz und an der Spitze rundspitzig bis spitz oder bespitzt, seltener eingebuchtet, sowie etwa 4–10 Zentimeter lang. Der Blattstiel ist etwa 2–3 Zentimeter lang. Beim Laubwechsel in der Trockenperiode werden die Blätter orange-rot.
Es werden traubige Blütenstände mit einigen Blüten gebildet. Die gestielten, zwittrigen und sehr kurzlebigen Blüten sind vierzählig mit doppelter Blütenhülle. Die etwa 0,8–1,5 Zentimeter langen Blütenstiele sind feinflaumig. Das außen feinflaumige Hypanthium ist becherförmig und mit einem „Gelenk“ vom Blütenstiel getrennt. Es sind kleinere Vorblätter vorhanden. Die kleineren, außen feinflaumigen, weichledrigen und etwas ungleichen Kelchzipfel sind eiförmig bis länglich, abgerundet bis spitz und grünlich. Die Kronblätter sind weißlich-grün und länglich bis verkehrt-eiförmig. Die Blüten besitzen viele (100–140) lange, ungleiche, an der Basis röhrig verwachsene und im unteren Teil rötliche bis oben weiße Staubblätter und einige Staminodien. Der mehrkammerige Fruchtknoten ist unterständig mit einem langen, leicht konischen Griffel. Es ist ein ringförmiger Diskus vorhanden.
Es werden ellipsoide bis eiförmige, glatte, grüne bis grün-rötliche Beeren (Panzerbeere, Scheinfrucht) mit beständigem Kelch und langem Griffel an der Spitze gebildet. Sie sind bis 4,5–8,5 Zentimeter groß (ohne Kelchzipfel) und enthalten einige, abgeflachte, etwa 7–11 Millimeter lange, elliptische, orange-braune Samen. Das gelbliche, cremige Fruchtfleisch liegt zwischen fibrösen Strängen.

## Taxonomie
Die Erstbeschreibung des Basionyms Barringtonia careya erfolgte 1866 durch Ferdinand von Mueller in Fragmenta Phytographiæ Australiæ 5: 183. Die Umteilung in die Gattung Planchonia erfolgte 1939 durch Reinhard Gustav Paul Knuth in Das Pflanzenreich IV, 219: 56. Weitere Synonyme sind Careya arborea var. australis Benth., Careya australis (Benth.) F.Muell., Cumbia australis Britten und Planchonia crenata Miers. Das Epitheton ehrt den britischen Botaniker und Missionar William Carey.

## Verwendung
Die Früchte sind essbar, sie wurden als Bush Food von den Aborigines geschätzt. Die Rinde kann als Fischgift verwendet werden. Die Blätter werden medizinisch verwendet. Das leichte und weiche Holz hat einen unangenehmen Geruch.